# Kościół św. Józefa w Starej Dąbrowie
Kościół św. Józefa w Starej Dąbrowie – katolicki kościół parafialny zlokalizowany we wsi Stara Dąbrowa w gminie Stara Dąbrowa, w powiecie stargardzkim (województwo zachodniopomorskie).

## Historia i architektura
Kościół wzniesiony został w XVI wieku. Murowany z kamienia, jest budowlą orientowaną, sytuowaną na rzucie prostokąta. Wzniesiony w stylu gotyckim, w XIX wieku przeszedł przebudowę, w wyniku której zostały zatarte pierwotne cechy budowli. Wymurowano wówczas nowe okna, a także wykonano nowe, neogotyckie ceglane szczyty. Zewnętrzne ściany kościoła są otynkowane. W południowej ścianie zachował się oryginalny gotycki portal, zasłonięty obecnie przez dobudowaną później zakrystię.
Wnętrze kościoła nakryte jest płaskim, odeskowanym stropem. Nad wejściem znajduje się empora chórowa. Prezbiterium umieszczone jest na podwyższeniu. Zachował się pochodzący z 1862 roku klasycystyczny ołtarz, zdobiony kolumienkami po bokach i tympanonem u góry, w którym umieszczony jest oryginalny obraz olejny z przedstawieniem Chrystusa ubiczowanego. Ponadto w kościele znajdują się: XVIII-wieczna ambona z baldachimem, chrzcielnica z 1570 roku i dwa XVIII-wieczne lichtarze. Na wolnostojącej metalowej dzwonnicy obok kościoła zawieszony jest dzwon z 1924 roku.
Po II wojnie światowej kościół został konsekrowany jako świątynia katolicka w dniu 5 czerwca 1947 roku. W 1957 roku miał miejsce remont świątyni. Od 1959 roku pełni kościół funkcje kościoła parafialnego.